# Монтічелло (Вірджинія)
Монтічелло (від італ. monticello — пагорб) — садиба Томаса Джефферсона, третього президента США, на півдні штату Вірджинія, за 2 км від Шарлотсвіля. У 1987 році еталонний приклад раннього американського класицизму — маєток Монтічелло і Вірджинський університет в Шарлотсвілі були додані до списку Світової спадщини ЮНЕСКО.

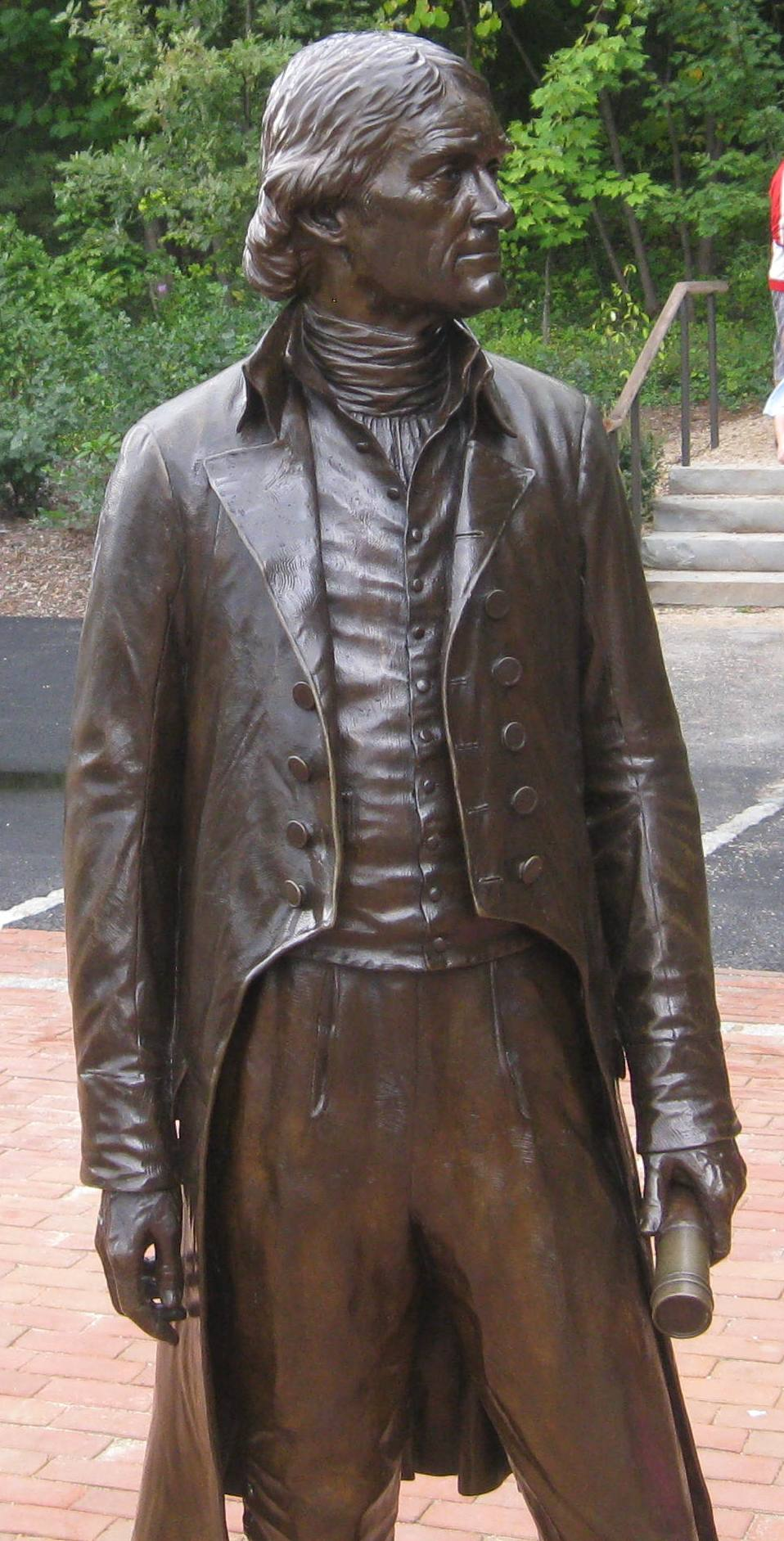
Статуя Томаса Джефферсона в Монтічелло

Назва садиби походить від італійського слова «пагорб» (monticello), на 264-метровому гребені якого стоїть садибний будинок. Будівля була закладена Джефферсоном у 1769 році за власним проєктом, навіяним малюнками засновника архітектури класицизму Андреа Палладіо. По боках панського будинку тягнулися дві довгі тераси в формі букви L, які приховували від очей допоміжні приміщення, де жили і працювали раби-негри.

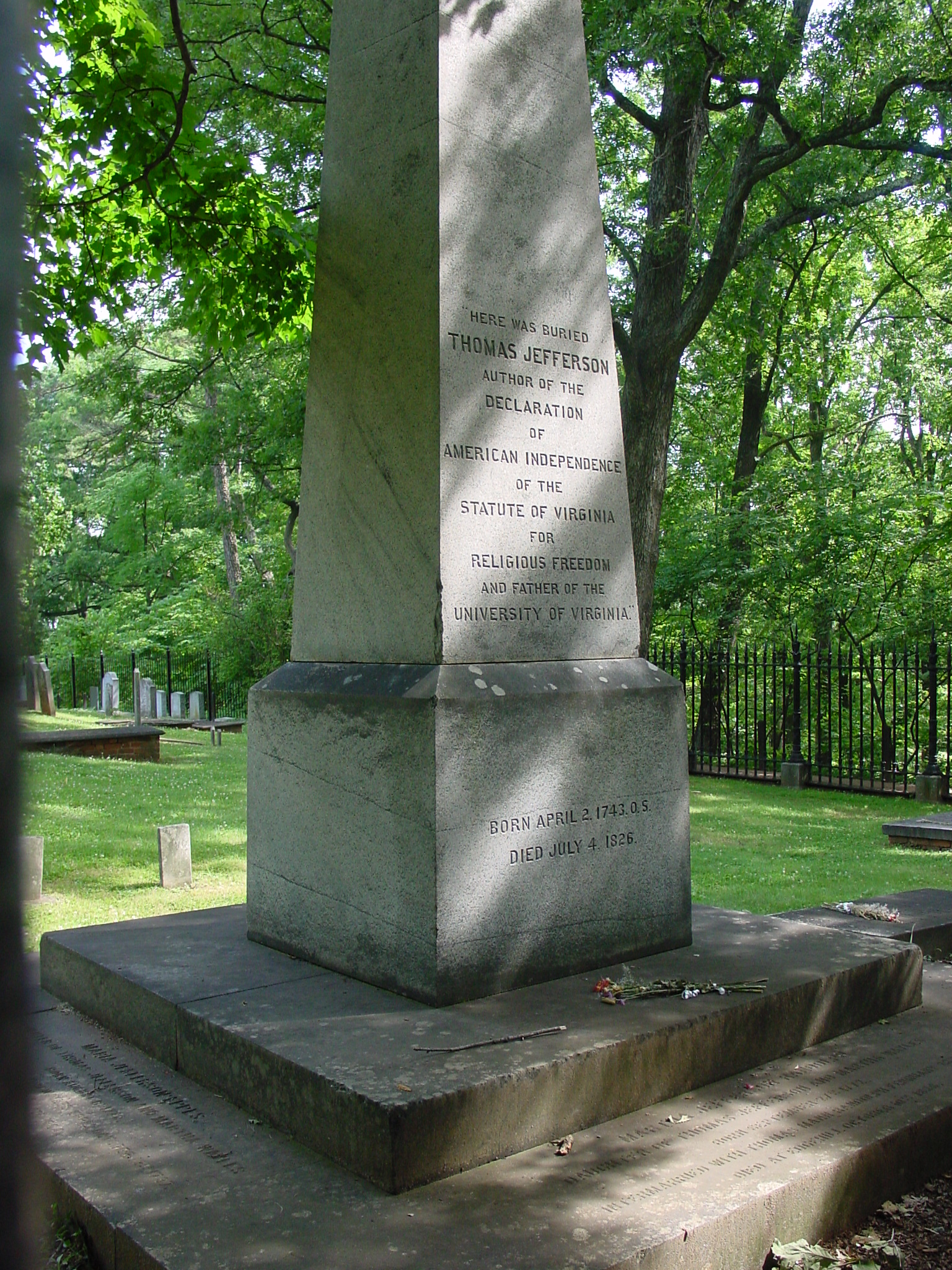
Надгробний пам'ятник Томаса Джефферсона в Монтічелло

У 1796—1809 роках Джефферсон велів майже цілком знести палладіанські споруди Монтічелло і збудував нову триповерхову будівлю, частково цегляну, частково дерев'яну, у стилі французького класицизму. «Вілла Монтічелло» нагадує готель «Сальм» (Salm) у Парижі, який Джефферсон міг бачити, коли був послом. Будинок має 35 кімнат різної форми і два фасади — парадний східний і західний для челяді. Будівлю увінчує восьмикутний купол за зразком паризького палацу Почесного легіону.
4 липня 1826 року Джефферсон помер і його старша дочка Марта Джефферсон Рендольф намагалася зберегти садибу недоторканною. Однак, фінансові труднощі змусили її продати будинок Джеймсу Барклаю, який згодом у 1834 році перепродав його Урії П. Леві, морському офіцерові ВМС США, який дуже захоплювався Джефферсоном. Під час громадянської війни будинок був конфіскований урядом конфедерації і пізніше проданий. У 1923 році будинок був придбаний приватною неприбутковою організацією Фонду Томаса Джефферсона.
Зараз Монтічелло використовується як музей та навчальний заклад. Для відвідувачів відчинені приміщення на першому та другому поверхах, проте верхній поверх для публіки зачинений.
|                                               |
| Монтічелло на дводоларовій банкноті 1928 року |

|                    |
| П'ять центів. 1938 |